# Saint-Marcel-de-Richelieu
Saint-Marcel-de-Richelieu är en kommun i provinsen Québec i Kanada. Den ligger i regionen Montérégie, i den sydöstra delen av landet, 220 km öster om huvudstaden Ottawa.